# 古林英明
古林 英明（こばやし ひであき、1964年 - 2015年1月19日）は、日本の元雑誌編集者。
- 角川書店メディア局局長（2011年6月時点）[2]、
- 『月刊少年エース』『月刊Asuka』『ケロケロエース』『ガンダムエース』編集人（2010年1月時点）。
- KADOKAWA　ECC事業統括本部・コミックウォーカー統括部長（2014年3月時点）[3] 。

## 概要
愛知県生まれ。フランス留学から日本へ帰国し、1988年に立教大学フランス文学科卒業後、出版社や新聞社など50社近くの入社試験を落ちた末に、フランス語の能力を買われて徳間書店に入社。アニメ雑誌『アニメージュ』編集部へ配属され、同誌1988年6月号より編集に携わる。同誌では、読者交流コーナー「おふらんす古林の編集部へいらっしゃ～い」や宮崎駿の連載マンガ『風の谷のナウシカ』などを担当した。
1994年に声優雑誌『VOICE ANIMAGE』の創刊編集長を務めた後、2001年に『機動戦士ガンダム』の雑誌を作るように依頼されて角川書店へ移籍。同時期には当時の『アニメージュ』編集長渡邊隆史も角川書店へ移籍した。移籍後は、『VOICE ANIMAGE』の流れを汲む『VOiCEニュータイプ』を2002年に創刊する。さらに『特撮ニュータイプ』『特撮エース』の編集長職も行い、『月刊ガンダムエース』の初代編集長も務めた。『ガンダムエース』では『アニメージュ』時代に築いた人脈で、北爪宏幸や飯田馬之介、美樹本晴彦といったアニメクリエーターを起用。創刊号は増刷して22万部を売る。2007年12月号をもって同誌の編集長を平尾知也に譲るとともに、2007年10月に創刊された『ケロケロエース』の創刊編集長となり、同誌のコンセプト作りに携わった。後に編集長を渡辺啓之に交代し、2011年1月末売りの角川書店発行の漫画・メディア雑誌の編集人に就任した。
2015年1月19日に逝去。同年3月、アニメージュ→ニュータイプ時代を通しての先輩であった渡邊隆史が発起人となり、偲ぶ会が執り行われた。

## ガルシアと古林英明
無精髭を生やしており、『ガンダムエース』に連載された安彦良和の漫画『機動戦士ガンダム THE ORIGIN』に登場するガルシア・ロメオ少将のモデルとなった。
このガルシアは、プライドは高いが実力が今ひとつで、最期は部隊を率いて敵本拠地に攻め込むも囮部隊によって爆破崩落に巻き込まれて死亡するキャラクターであった。それに伴って2004年8月28日にバンダイミュージアム8階でガルシア追悼式なるものが行われ、『ガンダムエース』2004年12月号のキャラクター投票において、第9位になるほどの人気を誇った。また、同誌に連載されたトニーたけざきの『トニーたけざきのガンダム漫画』にも登場した。

### 安彦良和による発言
『ガンダムエース』2004年11月号掲載の弔辞文で表向き否定しつつ古林とガルシアの類似性を述べている。
主な類似点は、目つきが悪い、酒と○○○が好き、チェーンスモーカー、上司を妬む性格でひがみっぽい、ガニマタ、がある。と同時にガルシアとは異なり、仕事熱心で有能、家族思いな人物と述べられている。
念のためと言って、家名のロメオと古林の愛車である黒のアルファロメオとの関係を否定している。